# Rui Jordão
Rui Manuel Trindade Jordão (* 9. August 1952 in Benguela, Angola; † 18. Oktober 2019 in Cascais) war ein portugiesischer Fußballspieler. Er startete seine Karriere bei Sporting Benguela und unterschrieb in der Saison 1971/72 bei Benfica Lissabon.

## Werdegang
Rui Jordão erzielte in seiner ersten Saison, 1971/72, sechs Tore in 17 Spielen. 1972 wurde er unter José Augusto portugiesischer Nationalspieler. Sein erstes Länderspieltor schoss er beim 4:0-Sieg gegen Zypern im WM-Qualifikationsspiel Ende März 1972. Im gleichen Jahr verlor er mit Portugal gegen die Brasilianische Fußballnationalmannschaft 0:1. Rui Jordão spielte zwischen 1972 und 1989 43-mal für Portugal und erzielte dabei 15 Tore.
Den Höhepunkt in seiner Karriere erlebte er 1984, als er im Halbfinale der Europameisterschaft zwei Tore gegen die Französische Fußballnationalmannschaft erzielte.
In der Meisterschaft war Rui Jordão zweimal portugiesischer Torschützenkönig: für Benfica Lissabon in der Saison 1975/76 mit 30 Toren und für Sporting Lissabon in der Saison 1979/80 mit 31 Toren jeweils in 30 Spielen.
Rui Jordão beendete 1989 seine aktive Laufbahn.
Am 18. Oktober 2019 verstarb Rui Jordão im Alter von 67 Jahren an Herzversagen im Hospital de Cascais  in Cascais, Portugal.

## Titel

### Vereine
- Portugiesischer Meister (6): 1971/72, 1972/73, 1974/75, 1975/76, 1979/80, 1981/82
- Portugiesischer Pokalsieger (3): 1971/72, 1977/78, 1981/82
- Portugiesischer Superpokalsieger: 1982

### Persönlich
- Portugals Fußballer des Jahres: 1980
- Portugiesischer Torschützenkönig: 1975/76 (30 Tore), 1979/80 (31 Tore)